# Associazione Calcio Milan 2011-2012
Questa voce raccoglie le informazioni riguardanti l'Associazione Calcio Milan nelle competizioni ufficiali della stagione 2011-2012.

## Stagione
Le principali operazioni della sessione estiva di mercato riguardano l'ingaggio dei difensori Philippe Mexès e Taye Taiwo (entrambi a parametro zero), l'attaccante diciannovenne Stephan El Shaarawy (in compartecipazione) e i centrocampisti Alberto Aquilani (in prestito) e Antonio Nocerino. Tra i giocatori che lasciano il Milan, oltre ad Andrea Pirlo (svincolato), ci sono i difensori Marek Jankulovski, Nicola Legrottaglie e Massimo Oddo e il centrocampista Alexander Merkel. In questa stagione viene aggregato alla prima squadra il primavera Mattia De Sciglio.
La stagione del Milan campione d'Italia 2010-2011 inizia il 12 luglio 2011 a Milanello, con il raduno che vede l'assenza del patron Silvio Berlusconi per alcuni motivi istituzionali legati al ruolo di Presidente del Consiglio.

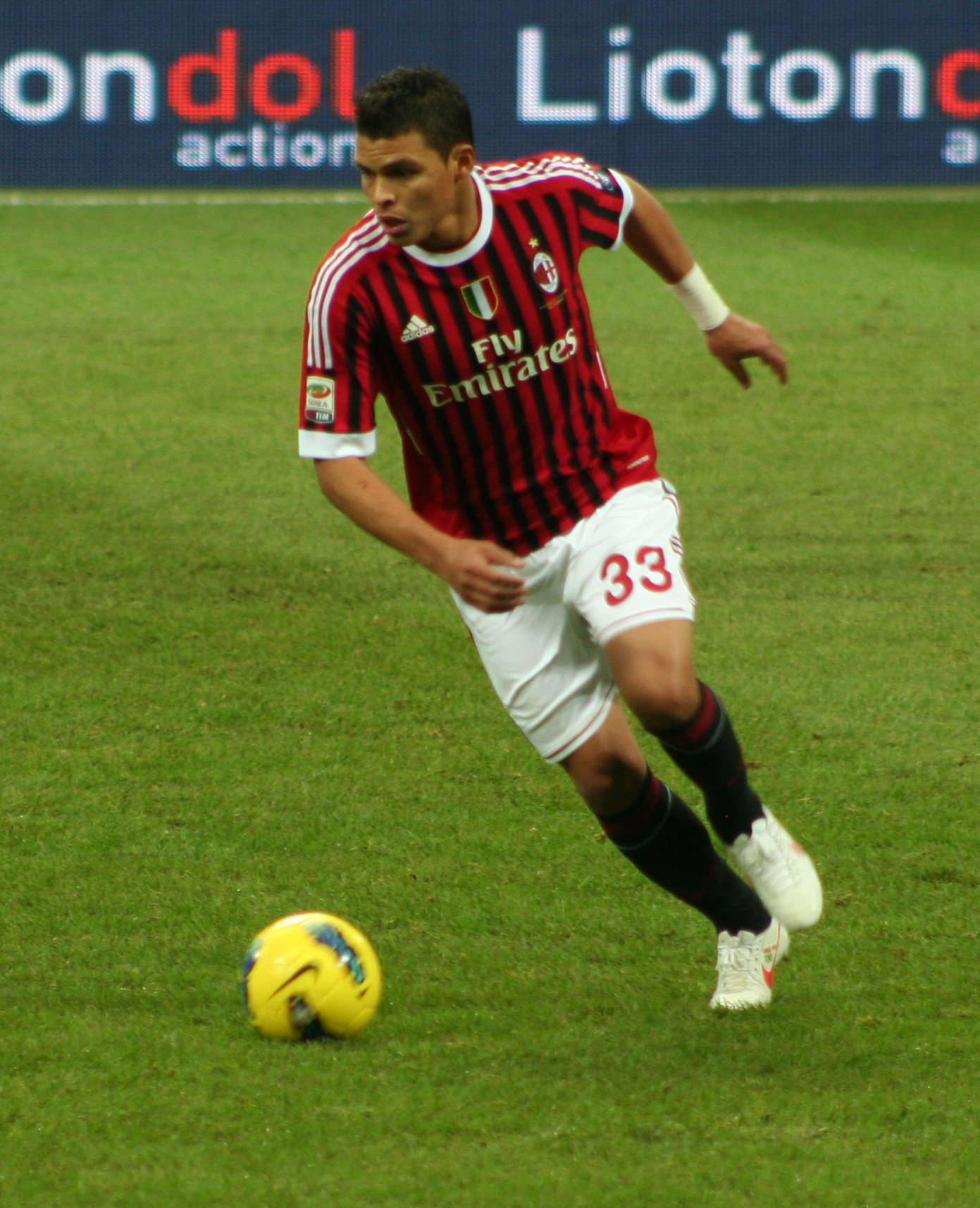
Thiago Silva, leader della difesa rossonera: il suo infortunio in primavera si rivela a posteriori decisivo nella corsa-scudetto, precludendo al Milan il bis tricolore.

I rossoneri conquistano la sesta Supercoppa italiana della loro storia il 6 agosto seguente a Pechino con la vittoria per 2-1 ai danni dell'Inter, grazie alle reti di Zlatan Ibrahimović e Kevin-Prince Boateng Il Milan dopo questo trionfo ritorna a essere la squadra detentrice del record di successi in tale competizione. Come gli altri club iniziano il loro campionato a settembre inoltrato per via dello sciopero indetto dall'Associazione Italiana Calciatori; la partenza del campionato, che inizia con un pareggio per 2-2 a San Siro contro la Lazio, è in sordina proprio come nella stagione precedente, e solo a fine ottobre, pur dopo alcuni scontri diretti persi, la squadra rivede le zone alte della classifica. I rossoneri vincono infatti solo una delle prime cinque partite, venendo sconfitti anche a Torino dalla Juventus, futura vincitrice del torneo. Nel frattempo in Champions League il Milan conquista la qualificazione agli ottavi di finale con due turni di anticipo, classificandosi 2º nel girone H dietro al Barcellona (con cui perde 3-2 in casa e pareggia 2-2 al Camp Nou) e davanti al Viktoria Plzeň e al BATE Borisov entrambe battute per 2-0 a San Siro.
In campionato la squadra torna al successo contro il Palermo e, da lì fino alla sosta natalizia, inanella 12 risultati utili consecutivi (10 vittorie e 2 pareggi) tra la 7ª e la 17ª giornata, tra i quali la vittoria di Lecce in cui, sotto di tre gol nel primo tempo, riesce a ribaltare il risultato vincendo 4-3, e il successivo recupero del primo turno, che gli consentono di raggiungere in vetta alla classifica la Juventus. La permanenza in testa alla classifica in coabitazione con la squadra torinese dura solo per due giornate poiché, nel 18º turno giocato il 15 gennaio 2012, i rossoneri perdono il derby con l'Inter per 0-1 (prima sconfitta stagionale in casa nel corso del campionato) mentre i bianconeri pareggiano allo Juventus Stadium con il Cagliari e staccano il Milan di un punto. Il 22 gennaio seguente, con la vittoria per 3-0 in casa del Novara, i rossoneri chiudono al 2º posto il girone d'andata totalizzando 12 vittorie, 4 pareggi e 3 sconfitte, segnando 40 reti e subendone 17. Nel mercato invernale la squadra viene rafforzata principalmente con gli innesti di Sulley Muntari, Maxi López e Djamel Mesbah.
Il 15 febbraio 2012 il Milan gioca a San Siro la partita di andata degli ottavi di finale di Champions League contro l'Arsenal, vincendo il match per 4-0 grazie al gol di Kevin-Prince Boateng, alla doppietta di Robinho e al calcio di rigore realizzato da Zlatan Ibrahimović. Nel match di ritorno disputato il 6 marzo seguente all'Emirates Stadium di Londra, i rossoneri escono sconfitti per 3-0, ma in virtù del risultato dell'andata ottengono la qualificazione ai quarti di finale della competizione.
Nel frattempo, in Italia, continua il duello a distanza con la Vecchia Signora. Nel girone di ritorno, i rossoneri fanno 3 vittorie in 5 gare perdendo contro la Lazio e pareggiando contro il Napoli ma complice 3 pareggi fatti dalla Juventus, il Milan arriva alla vigilia dello scontro diretto a pari punti dei torinesi. Lo scontro diretto della 25ª giornata termina 1-1 ma è macchiato da contestate decisioni arbitrali, tra cui un gol fantasma non assegnato ai rossoneri e una rete annullata ai bianconeri per un fuorigioco rivelatosi inesistente, che scatenano fitte polemiche. Nonostante il pareggio nello scontro al vertice, il Milan riesce a portarsi in testa nella giornata successiva e allungare a +4 in quella dopo, quando i bianconeri vengono fermati da due pareggi.
In Coppa Italia, invece, il Milan viene eliminato in semifinale proprio dai bianconeri che, dopo la vittoria per 2-1 ottenuta a San Siro, pareggiano nella gara di ritorno allo Juventus Stadium per 2-2 dopo i tempi supplementari grazie alla rete decisiva di Mirko Vučinić nel primo tempo supplementare. I rossoneri escono così anche dalla Coppa nazionale dopo aver sconfitto il Novara agli ottavi e la Lazio ai quarti.

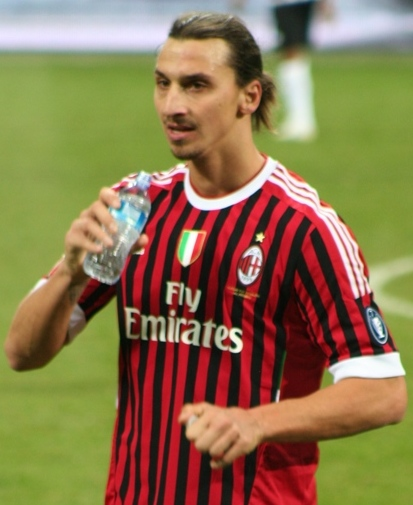
Con 28 gol Zlatan Ibrahimović si laurea capocannoniere del campionato italiano per la seconda volta in carriera

In Europa la società meneghina trova nuovamente sulla sua strada i campioni in carica del Barcellona: dopo il pareggio a reti inviolate a San Siro, i rossoneri rimediano una sconfitta per 3-1 a Barcellona e la conseguente eliminazione dalla competizione.
Nel momento cruciale della stagione il Milan perde per infortunio uno dei suoi pilastri difensivi, Thiago Silva, e ne soffre l'assenza anche a causa dei problemi che affliggono altri pilastri della rosa rossonera (in particolare i continui guai muscolari di Pato e Boateng, i problemi al nervo ottico di Gattuso e il malore cardiaco di Cassano). Il 7 aprile i rossoneri, causa il pareggio a Catania per 1-1 e la sconfitta nella 31ª giornata in casa contro la Fiorentina per 2-1 e le successive vittorie della Juventus contro il Napoli per 3-0 e in casa del Palermo per 2-0, dilapidano i 4 punti di vantaggio e perdono la prima posizione in classifica. Nelle seguenti due giornate il distacco tra le due squadre rimane invariato con la Juventus in vantaggio di un punto sul Milan, grazie alle vittorie di entrambe le squadre rispettivamente con Lazio e Cesena e con Chievo e Genoa. La svolta arriva il 22 aprile 2012 quando, a causa del pareggio casalingo dei rossoneri contro il Bologna e la successiva vittoria dei bianconeri sulla Roma, la squadra torinese si porta in vantaggio di 3 punti; a nulla vale il pareggio dei bianconeri allo Juventus Stadium contro il Lecce, poiché la sconfitta milanista per 4-2 nel derby della successiva giornata consegna matematicamente il tricolore ai bianconeri.
Nell'ultima giornata (vittoria casalinga contro il Novara per 2-1) i tifosi salutano importanti calciatori delle stagioni passate come Gattuso, Filippo Inzaghi, Nesta, Seedorf, Zambrotta, van Bommel e Roma, i primi quattro rispettivamente dopo tredici, undici e dieci (entrambi) anni di carriera nel Milan, con Inzaghi alla 300ª gara con la maglia rossonera che saluta il suo pubblico con un gol decisivo.
In campionato la squadra milanese conquista 80 punti, 2 in meno rispetto alla precedente annata, grazie a 24 vittorie (record di questa stagione di Serie A), 8 pareggi e 6 sconfitte, con 74 gol fatti (record di questa stagione di Serie A) e 33 subiti mente in totale colleziona 30 vittorie, 13 pareggi e 10 sconfitte, con 100 gol fatti (3ª miglior stagione dell'era Berlusconi sotto questo punto di vista) e 54 subiti. Il rossonero Zlatan Ibrahimović, inoltre, vince il titolo di capocannoniere della Serie A con 28 reti realizzate (primo calciatore a vincerlo con due squadre diverse), anche se per la prima volta da quando è in Italia non riesce a festeggiare la conquista del titolo nazionale. Alle sue spalle tra i migliori marcatori rossoneri si piazza la sorpresa stagionale Antonio Nocerino con 11 reti.
In questa stagione Silvio Berlusconi viene nominato presidente onorario dal consiglio di amministrazione rossonero, anche se la carica di presidente resta vacante.

## Divise e sponsor
Lo sponsor tecnico per la stagione 2011-2012 è Adidas, mentre lo sponsor ufficiale è Fly Emirates. La prima divisa è composta da una maglia a strisce verticali strette, della stessa dimensione, rosse e nere, con pantaloncini bianchi e calzettoni neri. La divisa di riserva è bianca con due strisce verticali (una rossa, una nera) sulla sinistra, mentre la terza divisa è una maglia nera con una sottile striscia orizzontale verde, bianca e rossa, con pantaloncini e calzettoni neri.
Eccezionalmente, in occasione delle gare della 36ª, 37ª e 38ª giornata del campionato di Serie A al Meazza contro Atalanta, Inter e Novara, il Milan scende in campo con la divisa casalinga della stagione 2012-2013; lo stesso avviene per l'uniforme riservata ai portieri.
| Casa | Casa (36ª, 37ª e 38ª Serie A) | Trasferta | Terza divisa | 1ª div. portieri | 1ª div. portieri (36ª, 37ª e 38ª Serie A) | 2ª div. portieri |

## Organigramma societario
Dal sito internet ufficiale della società.
Area direttiva
- Presidente: carica vacante[1]
- Presidente onorario: Silvio Berlusconi (dal 29 marzo 2012[68])
- Vice presidente vicario e amministratore delegato: Adriano Galliani
- Vice presidenti: Paolo Berlusconi e Gianni Nardi (fino al 4 ottobre 2011[69])
- Consiglieri: Francesco Barbaro, Barbara Berlusconi, Pasquale Cannatelli, Leandro Cantamessa, Alfonso Cefaliello, Francesco Forneron Mondadori, Giancarlo Foscale, Livio Gironi, Paolo Ligresti
- Presidente del collegio sindacale: Francesco Vittadini
- Sindaci effettivi: Achille Frattini, Francesco Antonio Giampaolo
- Sindaci supplenti: Claudio Diamante, Giancarlo Povoleri
- Segretario del consiglio di amministrazione: Rolando Vitrò
- Società di revisione: Reconta Ernst & Young
- Chief financial officer: Alfonso Cefaliello
- Consigliere incaricato al controllo: Francesco Barbaro
- Direttore coordinamento amministrativo, compliance e reporting organismi sportivi: Massimo Campioli

Area organizzativa
- Direttore organizzazione sportiva: Umberto Gandini
- Organismo di vigilanza: Antonio Marchesi
- Responsabile gestione del personale: Raffaella Di Tondo
- Direttrice stadio: Daniela Gozzi
- Centro sportivo Milanello: Antore Peloso, Alfonso Sciacqua

Area comunicazione
- Responsabile: Giuseppe Sapienza
- Segreteria tecnica: Mary Buscaglia, Cristina Moschetta, Virna Bonfanti

Area marketing
- Direttrice: Laura Masi
- Direttore vendite: Mauro Tavola

Area tecnica
- Direttore sportivo: Ariedo Braida
- Team manager: Vittorio Mentana
- Allenatore: Massimiliano Allegri
- Allenatore in seconda: Mauro Tassotti
- Collaboratore tecnico: Andrea Maldera
- Responsabile preparatore dei portieri: Marco Landucci
- Preparatore dei portieri: Valerio Fiori

Area sanitaria
- Responsabile: Rodolfo Tavana
- Medici sociali: Armando Gozzini, Stefano Mazzoni
- Responsabile preparatori atletici: Daniele Tognaccini
- Preparatori atletici: Simone Folletti, Fabio Allevi, Bruno Dominici, Sergio Mascheroni, Andrea Primitivi, Agostino Tibaudi
- Chiropratico: Kristian Baekkel
- Fisioterapisti: Dario Lorenzo Fort, Stefano Grani, Roberto Morosi, Marco Paesanti
- Massaggiatori: Roberto Boerci, Endo Tomonori

## Rosa
Dal sito internet ufficiale della società.
| N. |                        | Ruolo | Calciatore                      |
| -- | ---------------------- | ----- | ------------------------------- |
| 1  | Italia (bandiera)      | P     | Marco Amelia                    |
| 2  | Nigeria (bandiera)     | D     | Taye Taiwo                      |
| 4  | Paesi Bassi (bandiera) | C     | Mark van Bommel                 |
| 5  | Francia (bandiera)     | D     | Philippe Mexès                  |
| 7  | Brasile (bandiera)     | A     | Alexandre Pato                  |
| 8  | Italia (bandiera)      | C     | Gennaro Gattuso (vice capitano) |
| 9  | Italia (bandiera)      | A     | Filippo Inzaghi                 |
| 10 | Paesi Bassi (bandiera) | C     | Clarence Seedorf                |
| 11 | Svezia (bandiera)      | A     | Zlatan Ibrahimović              |
| 13 | Italia (bandiera)      | D     | Alessandro Nesta                |
| 14 | Ghana (bandiera)       | C     | Sulley Muntari                  |
| 15 | Algeria (bandiera)     | D     | Djamel Mesbah                   |
| 16 | Francia (bandiera)     | C     | Mathieu Flamini                 |
| 18 | Italia (bandiera)      | C     | Alberto Aquilani                |
| 19 | Italia (bandiera)      | D     | Gianluca Zambrotta              |
| 20 | Italia (bandiera)      | D     | Ignazio Abate                   |
| 21 | Argentina (bandiera)   | A     | Maxi López                      |
| 22 | Italia (bandiera)      | C     | Antonio Nocerino                |
| 23 | Italia (bandiera)      | C     | Massimo Ambrosini (capitano)    |

| N. |                         | Ruolo | Calciatore           |
| -- | ----------------------- | ----- | -------------------- |
| 24 | Sierra Leone (bandiera) | C     | Rodney Strasser      |
| 25 | Italia (bandiera)       | D     | Daniele Bonera       |
| 27 | Ghana (bandiera)        | C     | Kevin-Prince Boateng |
| 28 | Paesi Bassi (bandiera)  | C     | Urby Emanuelson      |
| 30 | Italia (bandiera)       | P     | Flavio Roma          |
| 32 | Italia (bandiera)       | P     | Christian Abbiati    |
| 33 | Brasile (bandiera)      | D     | Thiago Silva         |
| 34 | Italia (bandiera)       | C     | Bryan Cristante      |
| 37 | Kazakistan (bandiera)   | C     | Alexander Merkel     |
| 52 | Italia (bandiera)       | D     | Mattia De Sciglio    |
| 54 | Italia (bandiera)       | C     | Simone Calvano       |
| 56 | Italia (bandiera)       | A     | Simone Ganz          |
| 57 | Italia (bandiera)       | C     | Mattia Valoti        |
| 70 | Brasile (bandiera)      | A     | Robinho              |
| 76 | Colombia (bandiera)     | D     | Mario Yepes          |
| 77 | Italia (bandiera)       | D     | Luca Antonini        |
| 92 | Italia (bandiera)       | A     | Stephan El Shaarawy  |
| 99 | Italia (bandiera)       | A     | Antonio Cassano      |

## Calciomercato

### Sessione estiva(dall'1/7 al 31/8)
Il Milan, a inizio stagione, presenta i difensori Philippe Mexès e Taye Taiwo (entrambi a parametro zero) e gli attaccanti Stephan El Shaarawy (in compartecipazione) e Alberto Paloschi, entrambi dal Genoa. Il 25 agosto 2011 arriva in rossonero anche il centrocampista Alberto Aquilani, in prestito con diritto/obbligo di riscatto dal Liverpool e il 31 agosto seguente, ultimo giorno della sessione estiva di calciomercato, anche il mediano Antonio Nocerino dal Palermo.
A lasciare i rossoneri, invece, sono i difensori Marek Jankulovski, Nicola Legrottaglie (entrambi a fine contratto), Sōkratīs Papastathopoulos, Dídac Vilà e Massimo Oddo; i centrocampisti Alexander Merkel, Andrea Pirlo (svincolato) e Rodney Strasser e gli attaccanti Nnamdi Oduamadi e, dopo il breve ritorno dal Genoa, Alberto Paloschi.
| Acquisti         | Acquisti             | Acquisti        | Acquisti                                 |
| R.               | Nome                 | da              | Modalità                                 |
| ---------------- | -------------------- | --------------- | ---------------------------------------- |
| D                | Philippe Mexès       |                 | svincolato                               |
| D                | Taye Taiwo           |                 | svincolato                               |
| C                | Alberto Aquilani     | Liverpool       | prestito con diritto/obbligo di riscatto |
| C                | Antonio Nocerino     | Palermo         | definitivo (0,5 milioni €)               |
| C                | Mattia Valoti        | AlbinoLeffe     | compartecipazione                        |
| A                | Stephan El Shaarawy  | Genoa           | compartecipazione                        |
| Altre operazioni |                      |                 |                                          |
| R.               | Nome                 | da              | Modalità                                 |
| P                | Marco Amelia         | Genoa           | riscatto cartellino (3,5 milioni €)      |
| P                | Ferdinando Coppola   | Siena           | fine prestito                            |
| P                | Antonio Donnarumma   | Piacenza        | fine prestito                            |
| P                | Michał Miśkiewicz    | Crociati Noceto | fine prestito                            |
| P                | Filippo Perucchini   | Fano            | fine prestito                            |
| D                | Digão                | Penafiel        | fine prestito                            |
| D                | Marcus Diniz         | Eupen           | fine prestito                            |
| D                | Oguchi Onyewu        | Twente          | fine prestito                            |
| D                | Simone Romagnoli     | Foggia          | fine prestito                            |
| C                | Kevin-Prince Boateng | Genoa           | riscatto compartecipazione (7 milioni €) |
| C                | Gianmarco Conti      | Fano            | fine prestito                            |
| C                | Cristian Daminuță    | L'Aquila        | fine prestito                            |
| C                | Davide Di Gennaro    | Padova          | fine prestito                            |
| C                | Attila Filkor        | Triestina       | fine prestito                            |
| C                | Giorgio Gianola      | Renate          | fine prestito                            |
| C                | Harmony Ikande       | Extremadura UD  | fine prestito                            |
| C                | Wilfred Osuji        | Varese          | riscatto compartecipazione               |
| A                | Dominic Adiyiah      | Partizan        | fine prestito                            |
| A                | Zlatan Ibrahimović   | Barcellona      | riscatto cartellino (24 milioni €)       |
| A                | Nnamdi Oduamadi      | Genoa           | riscatto cartellino                      |
| A                | Alberto Paloschi     | Genoa           | riscatto compartecipazione               |
| A                | Luca Scapuzzi        | Portogruaro     | fine prestito                            |
| A                | Andrea Schenetti     | Prato           | fine prestito                            |
| A                | Kingsley Umunegbu    | Renate          | fine prestito                            |
| A                | Gianmarco Zigoni     | Genoa           | riscatto compartecipazione               |

| Cessioni         | Cessioni                  | Cessioni         | Cessioni                                                 |
| R.               | Nome                      | a                | Modalità                                                 |
| ---------------- | ------------------------- | ---------------- | -------------------------------------------------------- |
| D                | Marek Jankulovski         |                  | svincolato                                               |
| D                | Nicola Legrottaglie       |                  | svincolato                                               |
| D                | Massimo Oddo              | Lecce            | prestito                                                 |
| D                | Sōkratīs Papastathopoulos | Genoa            | definitivo (4 milioni €)                                 |
| D                | Dídac Vilà                | Espanyol         | prestito                                                 |
| C                | Alexander Merkel          | Genoa            | compartecipazione (6,5 milioni €)                        |
| C                | Andrea Pirlo              |                  | svincolato                                               |
| C                | Rodney Strasser           | Lecce            | prestito                                                 |
| A                | Nnamdi Oduamadi           | Torino           | prestito con diritto di riscatto della compartecipazione |
| Altre operazioni |                           |                  |                                                          |
| R.               | Nome                      | a                | Modalità                                                 |
| P                | Ferdinando Coppola        | Torino           | prestito                                                 |
| P                | Antonio Donnarumma        | Gubbio           | prestito                                                 |
| P                | Davide Facchin            | Pavia            | definitivo                                               |
| P                | Michał Miśkiewicz         | Südtirol         | prestito                                                 |
| P                | Filippo Perucchini        | Lecco            | prestito                                                 |
| D                | Digão                     |                  | svincolato                                               |
| D                | Marcus Diniz              | Como             | prestito                                                 |
| D                | Luca Meregalli            | Pavia            | compartecipazione                                        |
| D                | Oguchi Onyewu             | Sporting Lisbona | definitivo (0 €)                                         |
| D                | Simone Romagnoli          | Pescara          | compartecipazione                                        |
| C                | Gianmarco Conti           | Lecco            | prestito                                                 |
| C                | Cristian Daminuță         | Tiraspol         | prestito                                                 |
| C                | Davide Di Gennaro         | Modena           | prestito                                                 |
| C                | Attila Filkor             | Livorno          | prestito con diritto di riscatto                         |
| C                | Harmony Ikande            |                  | svincolato                                               |
| C                | Wilfred Osuji             | Padova           | compartecipazione                                        |
| A                | Dominic Adiyiah           | Karşıyaka        | prestito                                                 |
| A                | Giacomo Beretta           | Genoa            | compartecipazione                                        |
| A                | Kingsley Umunegbu         | Chiasso          | definitivo                                               |
| A                | Alberto Paloschi          | Chievo           | prestito con diritto di riscatto della compartecipazione |
| A                | Luca Scapuzzi             | Manchester City  | definitivo                                               |
| A                | Andrea Schenetti          | Südtirol         | prestito                                                 |
| A                | Gianmarco Zigoni          | Avellino         | prestito                                                 |

### Sessione invernale(dal 3/1 al 31/1)
Il 17 gennaio 2012, con la riapertura della sessione invernale di calciomercato, ritorna in prestito, dopo sei mesi in compartecipazione al Genoa, il giovane tedesco Alexander Merkel. Il 18 gennaio seguente arriva in rossonero, a titolo definitivo dal Lecce, anche il terzino sinistro algerino Djamel Mesbah; nell'ambito della stessa operazione fa il suo ritorno dal prestito alla squadra salentina il centrocampista Rodney Strasser.
A lasciare i rossoneri dopo sei mesi, invece, è il terzino sinistro nigeriano Taye Taiwo che il 24 gennaio 2012 passa in prestito al Queens Park Rangers fino al 30 giugno dello stesso anno.
Il 27 gennaio seguente il Milan ufficializza l'acquisto dell'attaccante argentino Maxi López, in prestito oneroso (1,5 milioni di euro) con diritto di riscatto fissato a 8 milioni di euro. Il 31 gennaio 2012, ultimo giorno di questa sessione, viene ufficializzato il passaggio in prestito dall'Inter al Milan del centrocampista ghanese Sulley Muntari, che si aggrega ai rossoneri al termine della Coppa d'Africa.
| Acquisti         | Acquisti                | Acquisti  | Acquisti                                         |
| R.               | Nome                    | da        | Modalità                                         |
| ---------------- | ----------------------- | --------- | ------------------------------------------------ |
| D                | Djamel Mesbah           | Lecce     | definitivo (0,55 milioni €)                      |
| C                | Alexander Merkel        | Genoa     | prestito                                         |
| C                | Sulley Muntari          | Inter     | prestito                                         |
| C                | Rodney Strasser         | Lecce     | fine prestito                                    |
| A                | Maxi López              | Catania   | prestito (1,5 milioni €) con diritto di riscatto |
| Altre operazioni |                         |           |                                                  |
| R.               | Nome                    | da        | Modalità                                         |
| D                | Michelangelo Albertazzi | Getafe    | fine prestito                                    |
| C                | Cristian Daminuță       | Tiraspol  | fine prestito                                    |
| A                | Dominic Adiyiah         | Karşıyaka | fine prestito                                    |

| Cessioni         | Cessioni                | Cessioni         | Cessioni |
| R.               | Nome                    | a                | Modalità |
| ---------------- | ----------------------- | ---------------- | -------- |
| D                | Taye Taiwo              | QPR              | prestito |
| Altre operazioni |                         |                  |          |
| R.               | Nome                    | a                | Modalità |
| D                | Michelangelo Albertazzi | Varese           | prestito |
| C                | Cristian Daminuță       | Minaur Baia Mare | prestito |
| A                | Dominic Adiyiah         | Arsenal Kiev     | prestito |

## Risultati

### Serie A

#### Girone di andata
| Arbitro: | Orsato (Schio) |

|  |           |                                  |
|  | Marcatori | 4’ (aut.) Pisano 60’ Ibrahimović |

| Arbitro: | Rocchi (Firenze) |

|                             |           |                     |
| Ibrahimović 29’ Cassano 33’ | Marcatori | 12’ Klose 21’ Cissé |

| Arbitro: | Tagliavento (Terni) |

|                      |           |              |
| Cavani 13’, 36’, 51’ | Marcatori | 11’ Aquilani |

| Arbitro: | Banti (Livorno) |

|                 |           |               |
| El Shaarawy 63’ | Marcatori | 29’ Di Natale |

| Arbitro: | Giannoccaro (Lecce) |

|            |           |  |
| Seedorf 5’ | Marcatori |  |

| Arbitro: | Rizzoli (Bologna) |

|                      |           |  |
| Marchisio 87’, 90+3’ | Marcatori |  |

| Arbitro: | Valeri (Roma 2) |

|                                      |           |  |
| Nocerino 39’ Robinho 55’ Cassano 63’ | Marcatori |  |

| Arbitro: | Peruzzo (Schio) |

|                                               |           |                                 |
| Giacomazzi 4’ Oddo 30’ (rig.) Grossmüller 37’ | Marcatori | 49’, 55’, 63’ Boateng 83’ Yepes |

| Arbitro: | Russo (Nola) |

|                                          |           |              |
| Nocerino 30’, 32’, 90+2’ Ibrahimović 73’ | Marcatori | 76’ Giovinco |

| Arbitro: | Damato (Barletta) |

|                        |           |                                |
| Burdisso 28’ Bojan 88’ | Marcatori | 17’, 78’ Ibrahimović 30’ Nesta |

| Arbitro: | Gervasoni (Mantova) |

|                                                                 |           |  |
| Ibrahimović 7’ (rig.) Robinho 24’ Lodi 69’ (aut.) Zambrotta 72’ | Marcatori |  |

| Firenze 19 novembre 2011, ore 20:45 CET 12ª giornata | Fiorentina          | 0 – 0 referto | Milan | Stadio Artemio Franchi (33.295 spett.)\| Arbitro: \| Mazzoleni (Bergamo) \| |
| Arbitro:                                             | Mazzoleni (Bergamo) |               |       |                                                                             |

| Arbitro: | Guida (Torre Annunziata) |

|                                                      |           |  |
| Thiago Silva 8’ Ibrahimović 16’, 44’ (rig.) Pato 33’ | Marcatori |  |

| Arbitro: | Celi (Bari) |

|  |           |                                     |
|  | Marcatori | 56’ (rig.) Ibrahimović 79’ Nocerino |

| Arbitro: | Rocchi (Firenze) |

|                          |           |                                    |
| Di Vaio 11’ Diamanti 72’ | Marcatori | 16’ Seedorf 71’ (rig.) Ibrahimović |

| Arbitro: | Bergonzi (Genova) |

|                                     |           |  |
| Nocerino 54’ Ibrahimović 63’ (rig.) | Marcatori |  |

| Arbitro: | Rizzoli (Bologna) |

|  |           |                                    |
|  | Marcatori | 22’ (rig.) Ibrahimović 82’ Boateng |

| Arbitro: | Orsato (Schio) |

|  |           |            |
|  | Marcatori | 54’ Milito |

| Arbitro: | De Marco (Chiavari) |

|  |           |                                  |
|  | Marcatori | 57’, 90’ Ibrahimović 73’ Robinho |

#### Girone di ritorno
| Arbitro: | Brighi (Cesena) |

|                                            |           |  |
| Ibrahimović 32’ Nocerino 39’ Ambrosini 75’ | Marcatori |  |

| Arbitro: | Damato (Barletta) |

|                         |           |  |
| Hernanes 76’ Rocchi 85’ | Marcatori |  |

| Milano 5 febbraio 2012, ore 15:00 CET 22ª giornata | Milan             | 0 – 0 referto | Napoli | Stadio Giuseppe Meazza (44.011 spett.)\| Arbitro: \| Rizzoli (Bologna) \| |
| Arbitro:                                           | Rizzoli (Bologna) |               |        |                                                                           |

| Arbitro: | Bergonzi (Genova) |

|               |           |                                |
| Di Natale 19’ | Marcatori | 77’ Maxi López 85’ El Shaarawy |

| Arbitro: | Valeri (Roma 2) |

|           |           |                                        |
| Pudil 65’ | Marcatori | 29’ Muntari 31’ Emanuelson 55’ Robinho |

| Arbitro: | Tagliavento (Terni) |

|              |           |           |
| Nocerino 14’ | Marcatori | 83’ Matri |

| Arbitro: | Orsato (Schio) |

|  |           |                                            |
|  | Marcatori | 21’, 31’, 35’ Ibrahimović 58’ Thiago Silva |

| Arbitro: | De Marco (Chiavari) |

|                             |           |  |
| Nocerino 7’ Ibrahimović 65’ | Marcatori |  |

| Arbitro: | Banti (Livorno) |

|  |           |                                       |
|  | Marcatori | 17’ (rig.) Ibrahimović 54’ Emanuelson |

| Arbitro: | Mazzoleni (Bergamo) |

|                             |           |             |
| Ibrahimović 53’ (rig.), 83’ | Marcatori | 44’ Osvaldo |

| Arbitro: | Bergonzi (Genova) |

|            |           |             |
| Spolli 57’ | Marcatori | 34’ Robinho |

| Arbitro: | Celi (Bari) |

|                        |           |                        |
| Ibrahimović 31’ (rig.) | Marcatori | 47’ Jovetić 89’ Amauri |

| Arbitro: | Valeri (Roma 2) |

|  |           |            |
|  | Marcatori | 8’ Muntari |

| Arbitro: | Gervasoni (Mantova) |

|             |           |  |
| Boateng 86’ | Marcatori |  |

| Arbitro: | De Marco (Chiavari) |

|                 |           |             |
| Ibrahimović 90’ | Marcatori | 26’ Ramírez |

| Arbitro: | Brighi (Cesena) |

|             |           |                                                 |
| Bogdani 83’ | Marcatori | 26’ Cassano 29’, 90+5’ Ibrahimović 90’ Nocerino |

| Arbitro: | Guida (Torre Annunziata) |

|                          |           |  |
| Muntari 9’ Robinho 90+3’ | Marcatori |  |

| Arbitro: | Rizzoli (Bologna) |

|                                               |           |                             |
| Milito 14’, 52’ (rig.), 79’ (rig.) Maicon 87’ | Marcatori | 44’ (rig.), 46’ Ibrahimović |

| Arbitro: | Velotto (Grosseto) |

|                         |           |            |
| Flamini 56’ Inzaghi 82’ | Marcatori | 20’ García |

### Coppa Italia

#### Fase finale
| Arbitro: | Giannoccaro (Lecce) |

|                           |           |                 |
| El Shaarawy 24’ Pato 100’ | Marcatori | 88’ Radovanović |

| Arbitro: | Gervasoni (Mantova) |

|                                         |           |          |
| Robinho 15’ Seedorf 18’ Ibrahimović 84’ | Marcatori | 5’ Cissé |

| Arbitro: | Mazzoleni (Bergamo) |

|                 |           |                  |
| El Shaarawy 62’ | Marcatori | 53’, 83’ Cáceres |

| Arbitro: | Orsato (Schio) |

|                           |           |                           |
| Del Piero 28’ Vučinić 96’ | Marcatori | 51’ Mesbah 81’ Maxi López |

### Champions League

#### Fase a gironi
| Arbitro: | Atkinson |

|                     |           |                            |
| Pedro 36’ Villa 50’ | Marcatori | 1’ Pato 90+2’ Thiago Silva |

| Arbitro: | Meyer |

|                                    |           |  |
| Ibrahimović 53’ (rig.) Cassano 66’ | Marcatori |  |

| Arbitro: | Hagen |

|                             |           |  |
| Ibrahimović 33’ Boateng 70’ | Marcatori |  |

| Arbitro: | Rasmussen |

|                          |           |                 |
| Renan Bressan 55’ (rig.) | Marcatori | 22’ Ibrahimović |

| Arbitro: | Stark |

|                             |           |                                                 |
| Ibrahimović 20’ Boateng 54’ | Marcatori | 14’ (aut.) van Bommel 31’ (rig.) Messi 63’ Xavi |

| Arbitro: | Vad |

|                         |           |                      |
| Bystroň 89’ Ďuriš 90+3’ | Marcatori | 47’ Pato 48’ Robinho |

#### Fase a eliminazione diretta
| Arbitro: | Kassai |

|                                                     |           |  |
| Boateng 15’ Robinho 38’, 49’ Ibrahimović 79’ (rig.) | Marcatori |  |

| Arbitro: | Skomina |

|                                                |           |  |
| Koscielny 7’ Rosický 26’ van Persie 43’ (rig.) | Marcatori |  |

| Milano 28 marzo 2012, ore 20:45 CEST Quarti di finale – Andata | Milan    | 0 – 0 referto | Barcellona | Stadio Giuseppe Meazza (76.169 spett.)\| Arbitro: \| Eriksson \| |
| Arbitro:                                                       | Eriksson |               |            |                                                                  |

| Arbitro: | Kuipers |

|                                          |           |              |
| Messi 11’ (rig.), 41’ (rig.) Iniesta 53’ | Marcatori | 32’ Nocerino |

### Supercoppa italiana
| Arbitro: | Rizzoli (Bologna) |

|                             |           |              |
| Ibrahimović 60’ Boateng 69’ | Marcatori | 22’ Sneijder |

## Statistiche

### Statistiche di squadra
| Competizione        | Punti | In casa | In casa | In casa | In casa | In casa | In casa | In trasferta | In trasferta | In trasferta | In trasferta | In trasferta | In trasferta | Totale | Totale | Totale | Totale | Totale | Totale | DR  |
| Competizione        | Punti | G       | V       | N       | P       | Gf      | Gs      | G            | V            | N            | P            | Gf           | Gs           | G      | V      | N      | P      | Gf     | Gs     | DR  |
| ------------------- | ----- | ------- | ------- | ------- | ------- | ------- | ------- | ------------ | ------------ | ------------ | ------------ | ------------ | ------------ | ------ | ------ | ------ | ------ | ------ | ------ | --- |
| Serie A             | 80    | 19      | 12      | 5       | 2       | 36      | 11      | 19           | 12           | 3            | 4            | 38           | 22           | 38     | 24     | 8      | 6      | 74     | 33     | +41 |
| Coppa Italia        | -     | 3       | 2       | 0       | 1       | 6       | 4       | 1            | 0            | 1            | 0            | 2            | 2            | 4      | 2      | 1      | 1      | 8      | 6      | +2  |
| Champions League    | -     | 5       | 3       | 1       | 1       | 10      | 3       | 5            | 0            | 3            | 2            | 6            | 11           | 10     | 3      | 4      | 3      | 16     | 14     | +2  |
| Supercoppa italiana | -     | -       | -       | -       | -       | -       | -       | -            | -            | -            | -            | -            | -            | 1      | 1      | 0      | 0      | 2      | 1      | +1  |
| Totale              | -     | 27      | 17      | 6       | 4       | 52      | 18      | 25           | 12           | 7            | 6            | 46           | 35           | 53     | 30     | 13     | 10     | 100    | 54     | +46 |

### Andamento in campionato
| Giornata  | 1 | 2 | 3  | 4  | 5 | 6  | 7 | 8 | 9 | 10 | 11 | 12 | 13 | 14 | 15 | 16 | 17 | 18 | 19 | 20 | 21 | 22 | 23 | 24 | 25 | 26 | 27 | 28 | 29 | 30 | 31 | 32 | 33 | 34 | 35 | 36 | 37 | 38 |
| --------- | - | - | -- | -- | - | -- | - | - | - | -- | -- | -- | -- | -- | -- | -- | -- | -- | -- | -- | -- | -- | -- | -- | -- | -- | -- | -- | -- | -- | -- | -- | -- | -- | -- | -- | -- | -- |
| Luogo     | T | C | T  | C  | C | T  | C | T | C | T  | C  | T  | C  | T  | T  | C  | T  | C  | T  | C  | T  | C  | T  | T  | C  | T  | C  | T  | C  | T  | C  | T  | C  | C  | T  | C  | T  | C  |
| Risultato | V | N | P  | N  | V | P  | V | V | V | V  | V  | N  | V  | V  | N  | V  | V  | P  | V  | V  | P  | N  | V  | V  | N  | V  | V  | V  | V  | N  | P  | V  | V  | N  | V  | V  | P  | V  |
| Posizione | 4 | 4 | 10 | 11 | 8 | 11 | 7 | 7 | 4 | 2  | 1  | 1  | 1  | 1  | 1  | 1  | 1  | 2  | 2  | 2  | 2  | 2  | 1  | 1  | 1  | 1  | 1  | 1  | 1  | 1  | 2  | 2  | 2  | 2  | 2  | 2  | 2  | 2  |

Legenda:

Luogo: C = Casa; T = Trasferta. Risultato: V = Vittoria; N = Pareggio; P = Sconfitta.

### Statistiche dei giocatori
Sono in corsivo i calciatori che hanno lasciato la società a stagione in corso.
| Giocatore      | Serie A  | Serie A | Serie A     | Serie A    | Coppa Italia | Coppa Italia | Coppa Italia | Coppa Italia | Champions League | Champions League | Champions League | Champions League | Supercoppa italiana | Supercoppa italiana | Supercoppa italiana | Supercoppa italiana | Totale   | Totale | Totale      | Totale     |
| Giocatore      | Presenze | Reti    | Ammonizioni | Espulsioni | Presenze     | Reti         | Ammonizioni  | Espulsioni   | Presenze         | Reti             | Ammonizioni      | Espulsioni       | Presenze            | Reti                | Ammonizioni         | Espulsioni          | Presenze | Reti   | Ammonizioni | Espulsioni |
| -------------- | -------- | ------- | ----------- | ---------- | ------------ | ------------ | ------------ | ------------ | ---------------- | ---------------- | ---------------- | ---------------- | ------------------- | ------------------- | ------------------- | ------------------- | -------- | ------ | ----------- | ---------- |
| I. Abate       | 29       | 0       | 4           | 0          | 2            | 0            | 0            | 0            | 8                | 0                | 1                | 0                | 1                   | 0                   | 0                   | 0                   | 40       | 0      | 5           | 0          |
| C. Abbiati     | 31       | -26     | 0           | 0          | 0            | -0           | 0            | 0            | 9                | -12              | 0                | 0                | 1                   | -1                  | 0                   | 0                   | 41       | -39    | 0           | 0          |
| M. Ambrosini   | 22       | 1       | 7           | 0          | 2            | 0            | 1            | 0            | 6                | 0                | 4                | 0                | 1                   | 0                   | 1                   | 0                   | 31       | 1      | 13          | 0          |
| M. Amelia      | 9        | -7      | 0           | 0          | 4            | -6           | 0            | 0            | 1                | -2               | 0                | 0                | 0                   | -0                  | 0                   | 0                   | 14       | -15    | 0           | 0          |
| L. Antonini    | 20       | 0       | 4           | 0          | 3            | 0            | 0            | 0            | 4                | 0                | 3                | 0                | 0                   | 0                   | 0                   | 0                   | 27       | 0      | 7           | 0          |
| A. Aquilani    | 23       | 1       | 5           | 0          | 1            | 0            | 1            | 0            | 7                | 0                | 2                | 1                | -                   | -                   | -                   | -                   | 31       | 1      | 8           | 1          |
| K. Boateng     | 19       | 5       | 3           | 2          | 0            | 0            | 0            | 0            | 7                | 3                | 0                | 0                | 1                   | 1                   | 1                   | 0                   | 27       | 9      | 4           | 2          |
| D. Bonera      | 20       | 0       | 4           | 1          | 3            | 0            | 1            | 0            | 6                | 0                | 0                | 0                | 0                   | 0                   | 0                   | 0                   | 29       | 0      | 5           | 1          |
| S. Calvano     | 0        | 0       | 0           | 0          | 1            | 0            | 0            | 0            | 0                | 0                | 0                | 0                | 0                   | 0                   | 0                   | 0                   | 1        | 0      | 0           | 0          |
| A. Cassano     | 16       | 3       | 1           | 0          | 0            | 0            | 0            | 0            | 3                | 1                | 0                | 0                | 0                   | 0                   | 0                   | 0                   | 19       | 4      | 1           | 0          |
| B. Cristante   | 0        | 0       | 0           | 0          | 0            | 0            | 0            | 0            | 1                | 0                | 0                | 0                | 0                   | 0                   | 0                   | 0                   | 1        | 0      | 0           | 0          |
| M. De Sciglio  | 3        | 0       | 0           | 0          | 0            | 0            | 0            | 0            | 2                | 0                | 0                | 0                | 0                   | 0                   | 0                   | 0                   | 5        | 0      | 0           | 0          |
| S. El Shaarawy | 22       | 2       | 1           | 0          | 4            | 2            | 0            | 0            | 2                | 0                | 0                | 0                | 0                   | 0                   | 0                   | 0                   | 28       | 4      | 1           | 0          |
| U. Emanuelson  | 30       | 2       | 1           | 0          | 4            | 0            | 0            | 0            | 7                | 0                | 0                | 0                | 1                   | 0                   | 0                   | 0                   | 42       | 2      | 1           | 0          |
| M. Flamini     | 2        | 1       | 0           | 0          | 0            | 0            | 0            | 0            | -                | -                | -                | -                | 0                   | 0                   | 0                   | 0                   | 2        | 1      | 0           | 0          |
| S. Ganz        | 0        | 0       | 0           | 0          | 0            | 0            | 0            | 0            | 1                | 0                | 0                | 0                | 0                   | 0                   | 0                   | 0                   | 1        | 0      | 0           | 0          |
| G. Gattuso     | 6        | 0       | 1           | 0          | 0            | 0            | 0            | 0            | 0                | 0                | 0                | 0                | 1                   | 0                   | 1                   | 0                   | 7        | 0      | 2           | 0          |
| Z. Ibrahimović | 32       | 28      | 3           | 1          | 3            | 1            | 0            | 0            | 8                | 5                | 1                | 0                | 1                   | 1                   | 0                   | 0                   | 44       | 35     | 4           | 1          |
| F. Inzaghi     | 7        | 1       | 0           | 0          | 2            | 0            | 1            | 0            | -                | -                | -                | -                | 0                   | 0                   | 0                   | 0                   | 9        | 1      | 1           | 0          |
| M. López       | 8        | 1       | 0           | 0          | 2            | 1            | 0            | 0            | 1                | 0                | 1                | 0                | -                   | -                   | -                   | -                   | 11       | 2      | 1           | 0          |
| A. Merkel      | 1        | 0       | 0           | 0          | 2            | 0            | 1            | 0            | 0                | 0                | 0                | 0                | -                   | -                   | -                   | -                   | 3        | 0      | 1           | 0          |
| D. Mesbah      | 8        | 0       | 1           | 0          | 2            | 1            | 0            | 0            | 2                | 0                | 0                | 0                | -                   | -                   | -                   | -                   | 12       | 1      | 1           | 0          |
| P. Mexès       | 14       | 0       | 3           | 0          | 4            | 0            | 2            | 0            | 6                | 0                | 2                | 0                | 0                   | 0                   | 0                   | 0                   | 24       | 0      | 7           | 0          |
| S. Muntari     | 13       | 3       | 6           | 0          | 1            | 0            | 1            | 0            | -                | -                | -                | -                | -                   | -                   | -                   | -                   | 14       | 3      | 7           | 0          |
| A. Nesta       | 17       | 1       | 6           | 0          | 1            | 0            | 0            | 0            | 7                | 0                | 3                | 0                | 1                   | 0                   | 0                   | 0                   | 26       | 1      | 9           | 0          |
| A. Nocerino    | 35       | 10      | 6           | 0          | 3            | 0            | 1            | 0            | 10               | 1                | 3                | 0                | -                   | -                   | -                   | -                   | 48       | 11     | 10          | 0          |
| A. Pato        | 11       | 1       | 1           | 0          | 1            | 1            | 0            | 0            | 5                | 2                | 0                | 0                | 1                   | 0                   | 0                   | 0                   | 18       | 4      | 1           | 0          |
| Robinho        | 28       | 6       | 1           | 0          | 3            | 1            | 1            | 0            | 8                | 3                | 1                | 0                | 1                   | 0                   | 0                   | 0                   | 40       | 10     | 3           | 0          |
| F. Roma        | 0        | -0      | 1           | 0          | 0            | -0           | 0            | 0            | 0                | -0               | 0                | 0                | 0                   | -0                  | 0                   | 0                   | 0        | -0     | 1           | 0          |
| C. Seedorf     | 18       | 2       | 3           | 0          | 3            | 1            | 1            | 0            | 8                | 0                | 2                | 0                | 1                   | 0                   | 0                   | 0                   | 30       | 3      | 6           | 0          |
| R. Strasser    | 1        | 0       | 0           | 0          | 0            | 0            | 0            | 0            | -                | -                | -                | -                | -                   | -                   | -                   | -                   | 1        | 0      | 0           | 0          |
| T. Taiwo       | 4        | 0       | 1           | 0          | 0            | 0            | 0            | 0            | 4                | 0                | 0                | 0                | 0                   | 0                   | 0                   | 0                   | 8        | 0      | 1           | 0          |
| Thiago Silva   | 27       | 2       | 2           | 0          | 2            | 0            | 1            | 0            | 7                | 1                | 0                | 0                | 1                   | 0                   | 0                   | 0                   | 37       | 3      | 3           | 0          |
| M. Valoti      | 0        | 0       | 0           | 0          | 0            | 0            | 0            | 0            | -                | -                | -                | -                | 0                   | 0                   | 0                   | 0                   | 0        | 0      | 0           | 0          |
| M. van Bommel  | 25       | 0       | 6           | 0          | 2            | 0            | 1            | 0            | 6                | 0                | 3                | 0                | 1                   | 0                   | 0                   | 0                   | 34       | 0      | 10          | 0          |
| M. Yepes       | 11       | 1       | 3           | 0          | 0            | 0            | 0            | 0            | 0                | 0                | 0                | 0                | 0                   | 0                   | 0                   | 0                   | 11       | 1      | 3           | 0          |
| G. Zambrotta   | 12       | 1       | 2           | 0          | 0            | 0            | 0            | 0            | 3                | 0                | 1                | 0                | 1                   | 0                   | 1                   | 0                   | 16       | 1      | 4           | 0          |

## Giovanili

### Organigramma
Dal sito internet ufficiale della società.
Area direttiva
- Responsabile settore giovanile: Filippo Galli

Area tecnica - Primavera
- Allenatore: Aldo Dolcetti
- Allenatore in seconda: Alessandro Lazzarini, Marco Merlo
- Preparatore portieri: Beniamino Abate

Area tecnica - Allievi Nazionali
- Allenatore: Omar Danesi
- Allenatore in seconda: Emanuele Pischetola

Area tecnica - Allievi I e II Divisione
- Allenatore: Cesare Beggi
- Allenatore in seconda: Nicola Matteucci
- Preparatore portieri: Massimo Gasperini

Area tecnica - Giovanissimi Nazionali
- Allenatore: Roberto Bertuzzo
- Allenatore in seconda: Stefano Nava
- Preparatore portieri: Davide Pinato

Area tecnica - Giovanissimi Regionali A
- Allenatore: Walter De Vecchi
- Allenatore in seconda: Riccardo Galbiati
- Preparatore portieri: Luigi Romano

Area tecnica - Giovanissimi Regionali B
- Allenatore: Simone Baldo
- Allenatore in seconda: Giuseppe Misso
- Preparatore portieri: Francesco Navazzotti

Area tecnica - Esordienti 2000
- Allenatore: Luca Morin
- Allenatore in seconda: Mauro Ardizzone
- Preparatore portieri: Luigi Ragno

Area tecnica - Esordienti 2001
- Allenatore: Alessandro Lupi
- Allenatore in seconda: Lodovico Costacurta
- Preparatore portieri: Luigi Ragno

Area tecnica - Pulcini 2002
- Allenatore: Giovanni Valenti
- Allenatore in seconda: Walter Biffi
- Preparatore portieri: Luigi Ragno

Area tecnica - Pulcini 2003
- Allenatore: Andrea Biffi
- Allenatore in seconda: Massimiliano Sorgato
- Preparatore portieri: Luigi Ragno

### Piazzamenti
- Primavera:
  - Campionato: semifinali[139]
  - Coppa Italia: semifinali
  - Torneo di Viareggio: 2º classificato nel gruppo 9 della fase a gironi
- Allievi Nazionali:
  - Campionato: 4º classificato nel girone 2 delle Final Eight[140]
  - Trofeo di Arco "Beppe Viola": 4º classificato nel girone A[141]
  - Trofeo "Nereo Rocco": 4º classificato nel girone C[142]
- Allievi I e II Divisione:
  - Campionato: partecipa come squadra fuori classifica nel girone C[143]
- Giovanissimi Nazionali:
  - Campionato: Semifinale[144]
  - Torneo "Carletto Annovazzi": vincitore[145]
  - Torneo M.U.P.C.: quarti di finale[146]
- Giovanissimi Regionali A:
  - Campionato: 2º classificato
- Giovanissimi Regionali B:
  - Campionato: 3º classificato
- Esordienti 2000:
  - Mundialito per club: quarti di finale[147]
- Pulcini 2002:
  - Torneo internazionale di Barcellona: vincitore[148]